# Rezerwat przyrody Modrzyna
Rezerwat przyrody Modrzyna – florystyczny rezerwat przyrody na terenie wsi Barwinek w gminie Dukla, w powiecie krośnieńskim, w województwie podkarpackim. Położony jest na obszarze Jaśliskiego Parku Krajobrazowego, w leśnictwie Barwinek (Nadleśnictwo Dukla).

## Informacje podstawowe
- numer według rejestru wojewódzkiego – 3
- powierzchnia 17,32 ha[2][3] (początkowo 6,80 ha, w 1959 roku powiększony do 14,46 ha[1])
- dokument powołujący – M.P. z 1953 r. nr 84, poz. 1000, zmieniony przez M.P. z 1959 r. nr 66, poz. 342
- rodzaj rezerwatu – florystyczny[3]

- typ rezerwatu – florystyczny

- podtyp rezerwatu – krzewów i drzew

- typ ekosystemu – leśny i borowy

- podtyp ekosystemu –  lasów górskich i podgórskich

- przedmiot ochrony (według aktu powołującego) – naturalne stanowisko modrzewia polskiego występującego tu w drzewostanach mieszanych z jodłą

## Flora
Prawie połowę obszaru rezerwatu zajmuje mieszany grąd jodłowy z udziałem modrzewia polskiego. W 1997 roku na terenie rezerwatu naliczono 596 żywych oraz 48 martwych egzemplarzy modrzewia. Niektóre drzewa liczą nawet ponad 200 lat, a ich pierśnice przekraczają 90 cm.
Występują tu takie rośliny chronione jak wawrzynek wilczełyko i podkolan biały, spotkać też można rzadkiego, podlegającego ochronie grzyba – soplówkę jodłową.

## Fauna
Ze ssaków występują tu jelenie, sarny, wilki, rysie, lisy, rzadko niedźwiedź brunatny i żbik. Liczne są ssaki z rzędu gryzoni (myszy, wiewiórki, popielicowate), zajęczaków i łasicowatych, a także nietoperze. Rezerwat i okoliczne tereny charakteryzują się szczególnie bogatą awifauną, występują tu m.in. dzięcioł duży, kos, pokrzywnica, rudzik, orlik krzykliwy, puszczyk uralski i dzięcioł trójpalczasty. Spośród gadów i płazów występują tu jaszczurki, traszki, żaby, ropuchy, zaskrońce, rzadziej spotykana jest żmija zygzakowata czy salamandra plamista.